# Dedalopterus fencli
Dedalopterus fencli är en skalbaggsart som beskrevs av Zidek och Krajcik 2007. Dedalopterus fencli ingår i släktet Dedalopterus och familjen Melolonthidae. Inga underarter finns listade i Catalogue of Life.